# Chipley
Chipley är en liten stad (city) i Washington County, Florida, USA. Chipley är administrativ huvudort (county seat) i Washington County. Staden hade år 2005 3 682 invånare. Den har enligt United States Census Bureau en area på totalt 10,7 km², allt är land. 